# Grotów (powiat żarski)
Grotów (do 1945 niem. Gräfenhain, tuż po wojnie Hrabiny) – wieś w Polsce położona w województwie lubuskim, w powiecie żarskim, w gminie Lipinki Łużyckie.
W latach 1945–1946 wieś należała i była siedzibą gminy Grotów, po jej zniesieniu w gminie Olbrachtów.  W latach 1954–1957 wieś należała i była siedzibą władz gromady Grotów, po jej zniesieniu w gromadzie Lipinki Łużyckie. W latach 1975–1998 miejscowość należała administracyjnie do województwa zielonogórskiego.
Wieś położona na południowy zachód od Lipinek Łużyckich, blisko drogi krajowej nr 18.

## Zabytki
Do wojewódzkiego rejestru zabytków wpisane są:
- ruina kościoła
- kościół ewangelicki, obecnie rzymskokatolicki pod wezwaniem Narodzenia NMP, klasycystyczny z lat 1829-1830.